# Cementerio occidental de Guiza

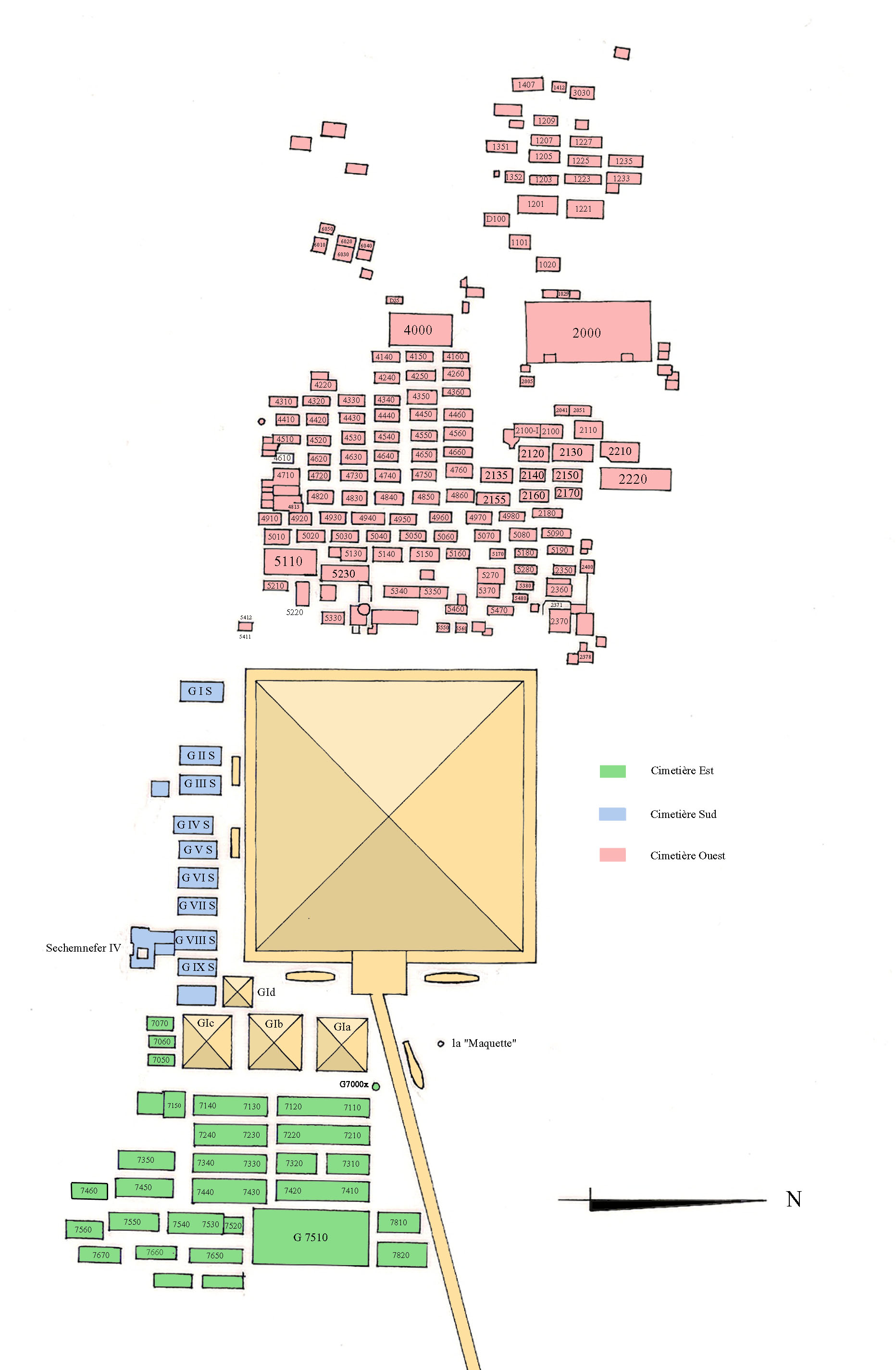
Plano de la necrópolis de Jufu, donde la zona de color rosa se corresponde con el cementerio occidental.

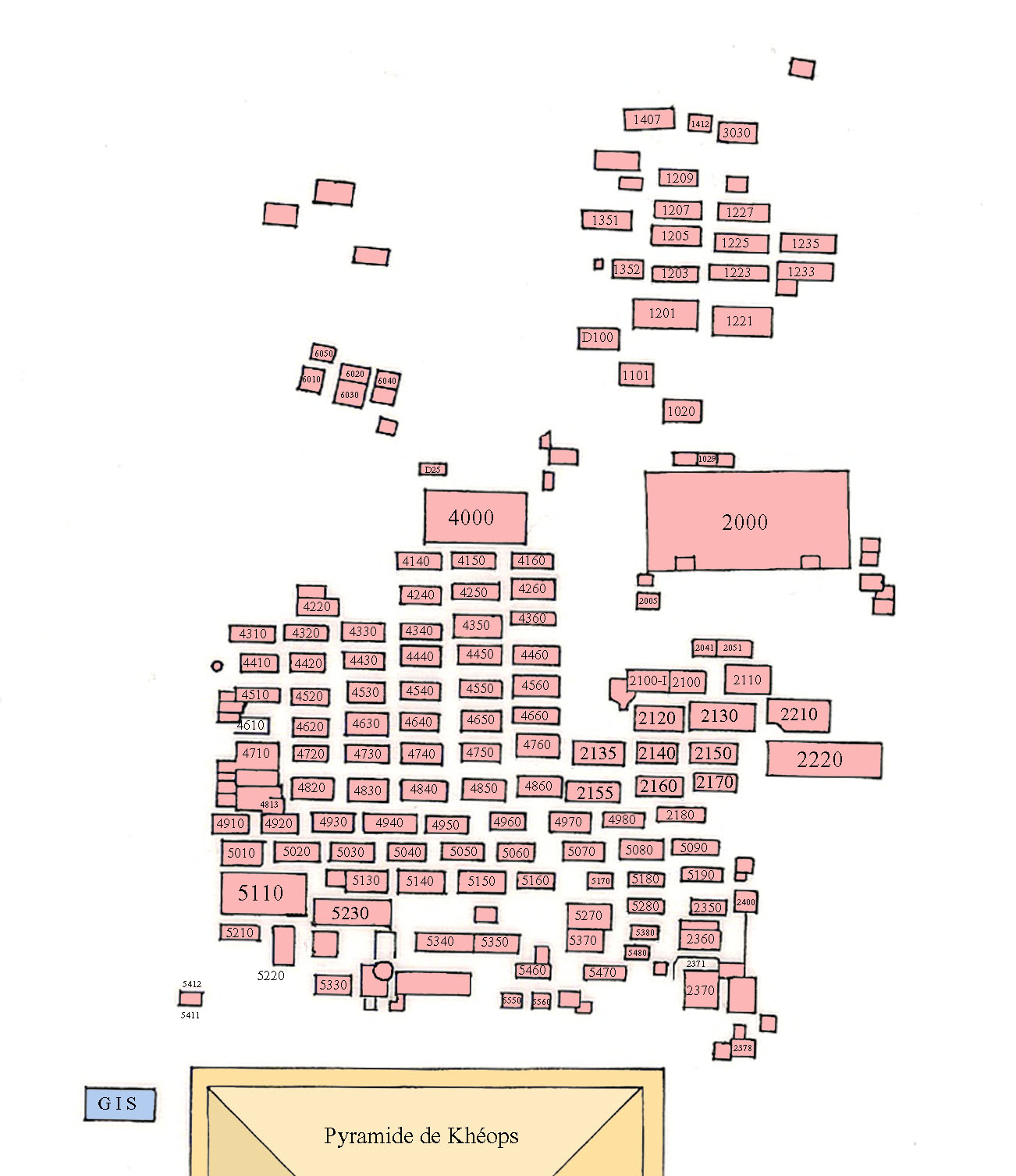
Detalle del plano del cementerio occidental de Guiza.

El cementerio occidental de Guiza o campo occidental de Guiza está ubicado en la meseta de Guiza, al oeste de la Gran Pirámide de Guiza. 
Está dividido en áreas más pequeñas, como los cementerios conocidos como Excavaciones de Abu Bakr (1949–50, 1950–51, 1952 y 1953), así como varios cementerios cuyos topónimos se basan en los números asignados a las mastabas, como cementerio G 1000 y cementerio G 1100. El campo occidental contiene cementerio G1000 - cementerio G1600 y cementerio G 1900. Otros cementerios en este campo son: cementerios G 2000, G 2200, G 2500, G 3000, G 4000 y G 6000. Otros tres cementerios se han denominado por el nombre de sus excavadores: cementerio Junker occidental, cementerio Junker oriental y cementerio Steindorff.

## Cementerio G 2100

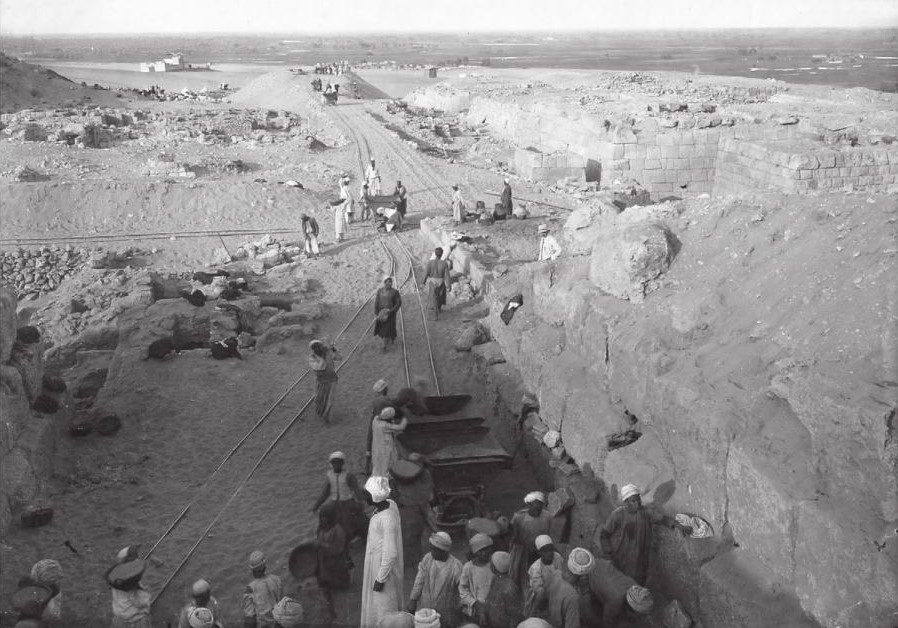
El área al oeste del cementerio G 2100, siendo despejada por la expedición germano-austríaca utilizando un ferrocarril de vía estrecha, c. 1912.

El cementerio G 2100 fue excavado por primera vez por Lepsius en 1842. La primera tumba que se despejó fue la mastaba de Merib (G 2100). En 1905-1906, la expedición del Museo de Boston-Harvard excavó este cementerio más extensamente y otras excavaciones datan de 1912-1913 y 1931-1932. El cementerio consta de cuatro filas de grandes mastabas:
- La fila más occidental contiene las mastabas de Merib (G 2100 I), Sedit (G 2100) y Nefer (G 2110).
- Una segunda fila contiene las mastabas de Seshatsejentiu (G 2120) y Jentka (G 2130).
- La tercera fila contiene las mastabas G 2135 (Desconocido), G 2140 (Desconocido) y G 2150 (Kanefer).
- La cuarta fila contiene las mastabas de Kaninisut I (G 2155) y G 2160 y la G 2170 (con ocupantes desconocidos).

Las otras mastabas más pequeñas se construyeron entre estas estructuras más grandes. La presencia de cabezas de repuesto y estelas de losa apuntan al reinado de Jufu para la construcción de la primera de las tumbas en este cementerio.

## Cementerio G 2300
El complejo familiar de Senedyemib Inti constituye una parte importante de este cementerio. Senedyemib Inti (G 2370) fue chaty y arquitecto principal del rey Dyedkara Isesi. Su hijo Senedyemib Mehi (G 2378) siguió sus pasos como chaty y arquitecto principal bajo el faraón Unis, y eventualmente otro hijo llamado Jnumenti (G 2374) se convirtió en chaty bajo el faraón Teti. Un hombre llamado Mer-ptah-anj-meryra Nejebu (G 2381) puede ser un nieto de Inti. Los hijos de Nejebu, Mer-ptah-anj-meryra Ptahshepses Impy y Sabu-ptah Ibebi, también fueron enterrados en este cementerio.

## Cementerio Junker oriental
Este cementerio fue excavado por Hermann Junker para la Akademie der Wissenschaften de Viena, el Roemer- und Pelizaeus-Museum Hildesheim y la Expedición de la Universidad de Leipzig. Las tumbas no están numeradas y llevan el nombre de su propietario.

## Cementerio Steindorff
Este cementerio contiene en su mayoría mastabas construidas con ladrillos de adobe. El cementerio fue excavado por Georg Steindorff para la Universidad de Leipzig y la Expedición Pelizaeus (1903–07). Varias de las tumbas fueron excavadas posteriormente por Hermann Junker.